# ایندورف
ایندورف (به آلمانی: Eyendorf) یک شهر در آلمان است که در Salzhausen واقع شده‌است. ایندورف ۱٬۲۲۳ نفر جمعیت دارد.